# W. W. Abbot
William Wright Abbot III (geboren am 20. Mai 1922 in Louisville, Georgia; gestorben am 31. August 2009 in Charlottesville, Virginia) war ein amerikanischer Historiker.

## Laufbahn
Abbot studierte zunächst an der University of Georgia (A.B. 1943) und diente anschließend im Zweiten Weltkrieg in der U.S. Navy im Pazifik sowie im Mittelmeer. 1946 setzte er unter der G. I. Bill sein Studium an der Duke University fort (M.A. 1949, Ph.D. 1953). Seine Lehrtätigkeit begann er 1953 als Assistenzprofessor am College of William & Mary, 1963 wurde er hier zum ordentlichen Professor bestallt. Zwischenzeitlich lehrte er zudem an der Northwestern University (1959) sowie an der Rice University (1961–1962). 1966 wechselte er zur University of Virginia, wo er bis zu seiner Emeritierung 1992 James Madison Professor of History war.
Abbots Forschungsschwerpunkt war die amerikanische Geschichte der Kolonialzeit. Sein größtes Verdienst ist seine langjährige Herausgeberschaft der Papers of George Washington, einer 1968 an der University of Virginia begonnenen Edition der gesammelten Schriften George Washingtons. Von 1977 bis 1992 fungierte er als verantwortlicher Herausgeber der Reihe und betreute auch nach seiner Emeritierung noch einzelne Bände; zum Zeitpunkt seines Todes waren rund 50 der 80 geplanten Bände der Reihe erschienen.

## Werke
- The Royal Governors of Georgia, 1754–1775. University of North Carolina Press, Chapel Hill 1959.
- The Colonial Origins of the United States, 1607–1763. Wiley, New York 1975.

## Auszeichnungen
- Ehrendoktorwürde (L.H.D.) des College of William & Mary, 1998.